# ウラジオストク駅
ウラジオストク駅 (ウラジオストクえき、ロシア語: Владивосток вокзал, ラテン文字転写: Vladivostok vokzal) は、ロシア沿海地方ウラジオストクフルンゼンスキー地区にあるロシア鉄道の駅。シベリア鉄道の終着駅である。

## 概要
シベリア鉄道の東端の終点駅であり、プラットフォームの中央に「モスクワより9288KM」と刻まれた石造りのキロポストが立っている。
シベリア鉄道本線上を走る近郊列車のエレクトリーチカや西端のモスクワへの長距離寝台特急列車（ロシア号）の他、ナホトカ支線に分岐する列車等も当駅発着である。

## 沿革
1893年にウラジオストク駅 - ウスリースク駅間が開通したのに伴い、開業した。
駅舎はバジレーフスキーの設計により1894年に竣工し、1912年にコノヴァーロフによってネオ・ロシア様式に改築され、古代ロシアの宮殿をイメージした現在の駅舎が完成した。当初は緑色であったが、1993年 - 1998年にかけて改装工事が行なわれ、クリーム色に塗りなおされた。改装工事はその水準が評価され、ロシア建築家同盟で表彰されている。待合室の天井にはモスクワとウラジオストクの観光名所がそれぞれ描かれている。
2012年7月には、同年9月開催の2012年ロシアAPEC首脳会議等より一足早くアエロエクスプレスが開業したが、その後乗客数が伸びず同社は撤退、ロシア国鉄が引き継いでウラジオストク空港との間を55分で結んでいる。アエロエクスプレスの駅舎は、上記の古典的な駅舎の横に新たに造られ、新旧の駅舎が並存することとなった。
2010年にフランスのマルセイユ・サン・シャルル駅と、2015年に韓国の釜山駅と姉妹駅協定を締結した。
2021年4月23日、朝鮮民主主義人民共和国の最高指導者（朝鮮労働党中央委員会総書記）の金正恩（2019年4月訪問）及びその父の金正日（2002年夏訪問）を記念するプレート二枚が並んで設置された。

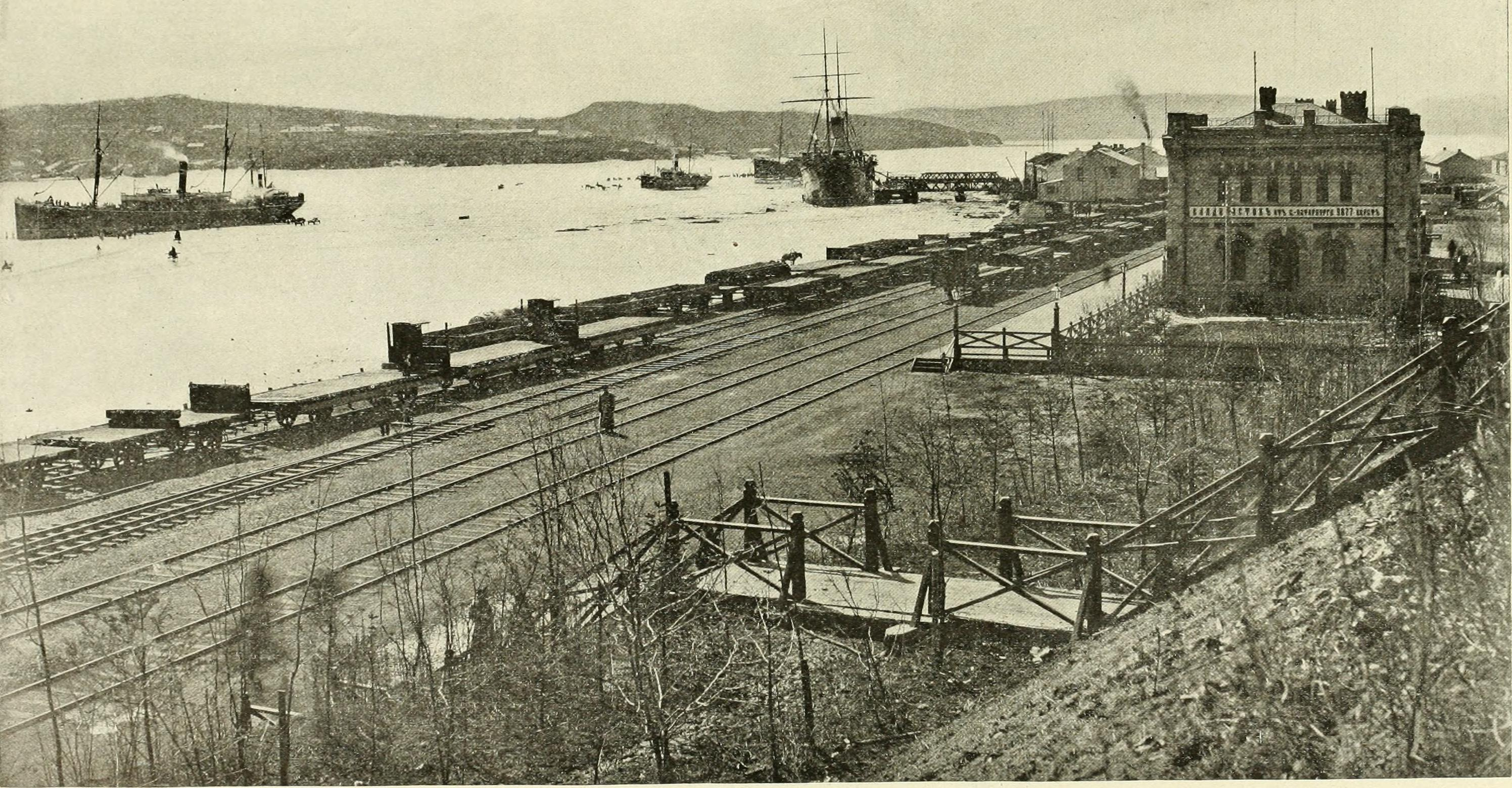
1896年頃
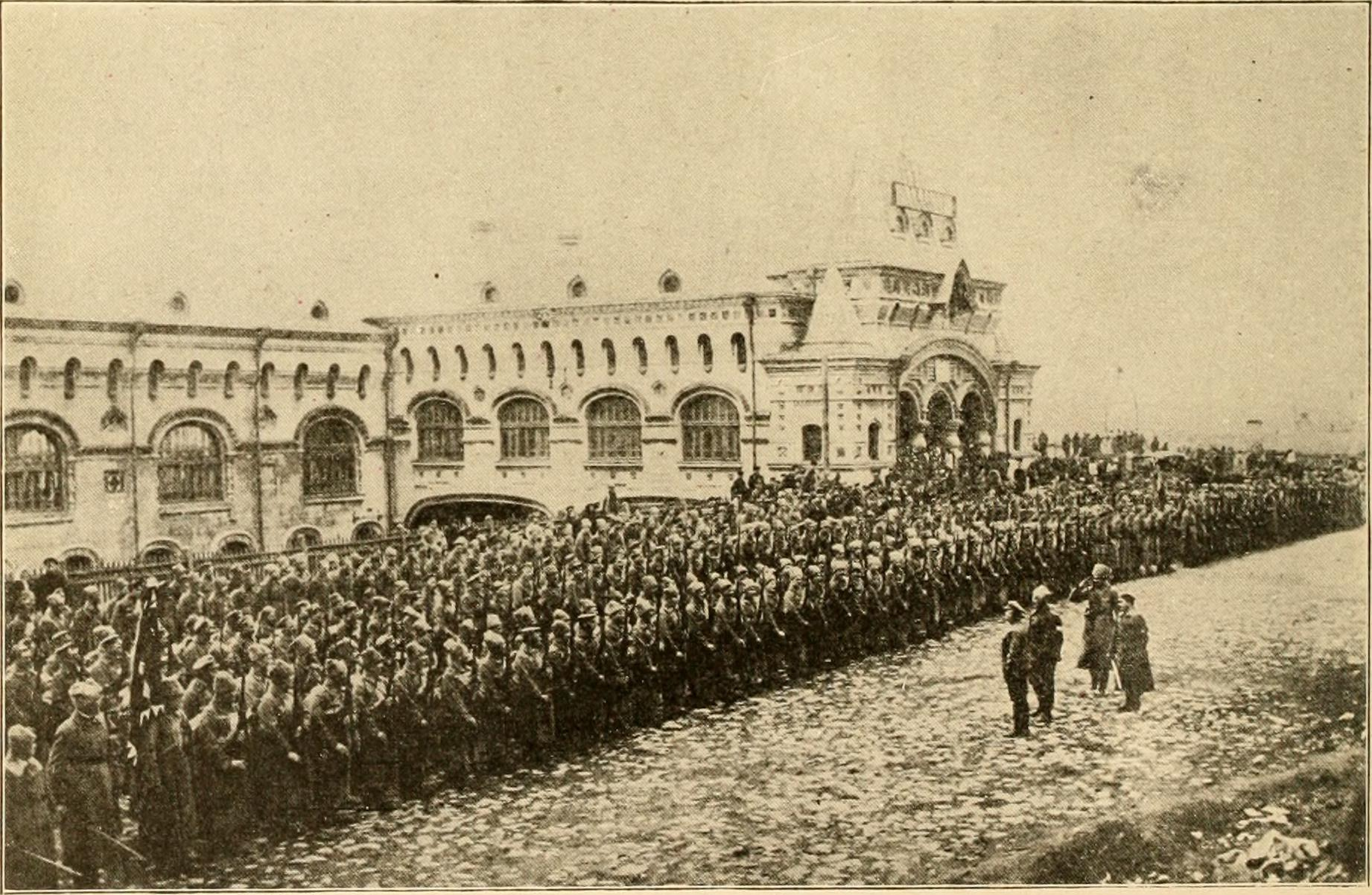
シベリア出兵中のチェコ軍団1919年
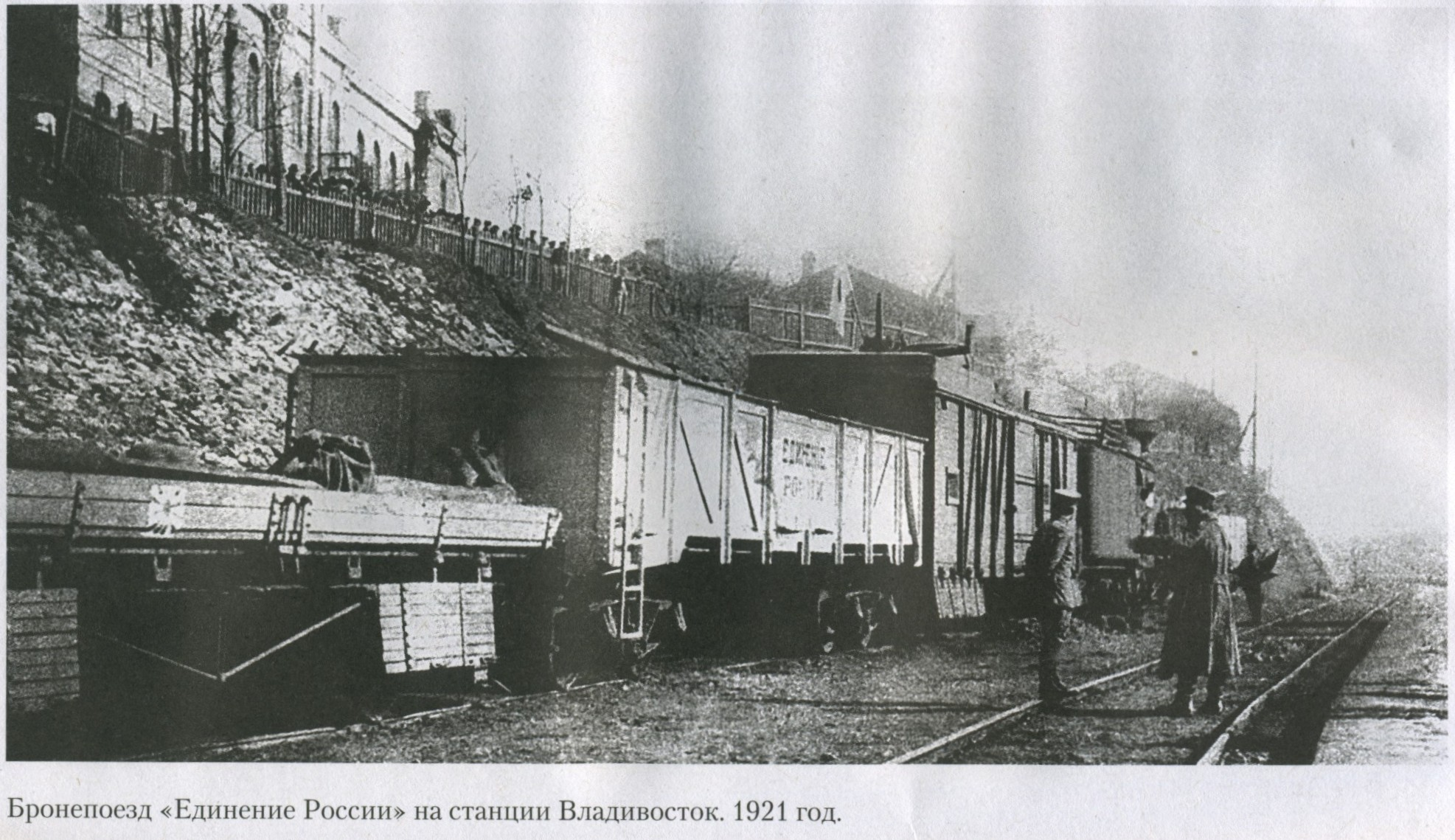
ソヴィエト装甲列車1921年
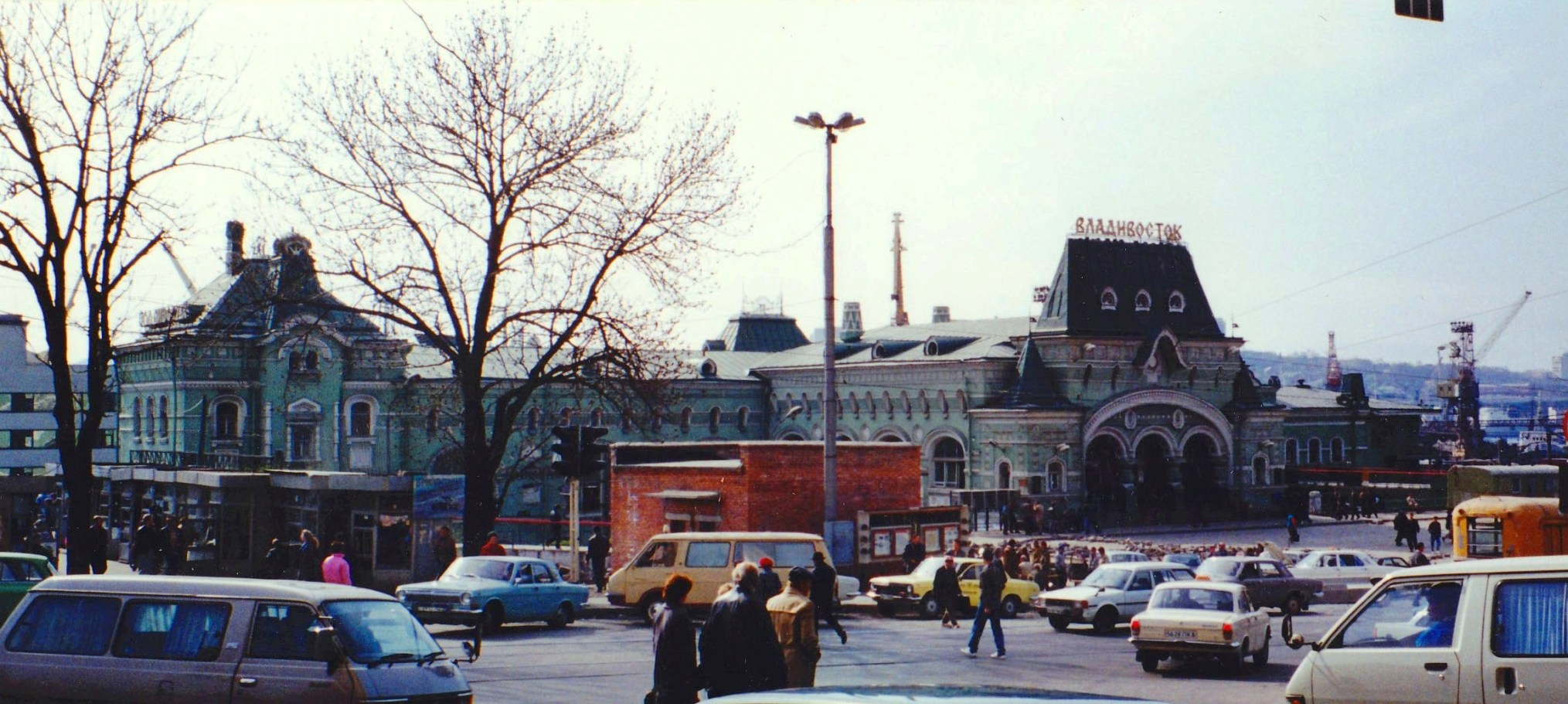
1992年の旧塗装時代の駅舎

## 駅構造
島式ホーム3面6線（長距離列車・エレクトリーチカ用）と単式ホーム1面1線（アエロエクスプレス専用）の計4面7線の地上駅。ホーム東側に側線を有する。
駅舎は長距離列車・エレクトリーチカ用とアエロエクスプレス専用の駅舎と2つ分かれており、切符売り場も駅舎別に分かれている。アエロエクスプレス専用駅舎のみ改札口が設けられている。長距離列車・エレクトリーチカ用駅舎は改札口は設けられておらず、ホームに自由に入ることが可能。また、アエロエクスプレス用ホーム以外は駅舎を介さずにホームに入れる跨線橋も設けられている。
なお、両駅舎共に入口で手荷物検査が行われている。

### 乗り場
| 番線 | 番線 | 列車                         | 行先                                                               | 備考                                         |
| ---- | ---- | ---------------------------- | ------------------------------------------------------------------ | -------------------------------------------- |
| 1    | 2    | アエロエクスプレス           | クネヴィッチ（ウラジオストク空港）方面                             |                                              |
| 2    | 4    | 長距離列車                   | ハバロフスク・ソヴィエツカヤ・ガヴァニ・モスクワ方面               | ホーム上に9,288kmポスト設置&蒸気機関車を展示 |
| 2    | 1    | 長距離列車                   | ハバロフスク・ソヴィエツカヤ・ガヴァニ・モスクワ方面               | ホーム上に9,288kmポスト設置&蒸気機関車を展示 |
| 3    | 3    | エレクトリーチカ（近郊列車） | ウスリースク・スパッスク＝ダリニー・ルジノ・チハオケアンスカヤ方面 |                                              |
| 3    | 5    | エレクトリーチカ（近郊列車） | ウスリースク・スパッスク＝ダリニー・ルジノ・チハオケアンスカヤ方面 |                                              |
| 4    | 7    | エレクトリーチカ（近郊列車） | ウスリースク・スパッスク＝ダリニー・ルジノ・チハオケアンスカヤ方面 |                                              |
| 4    | 15   | エレクトリーチカ（近郊列車） | ウスリースク・スパッスク＝ダリニー・ルジノ・チハオケアンスカヤ方面 |                                              |

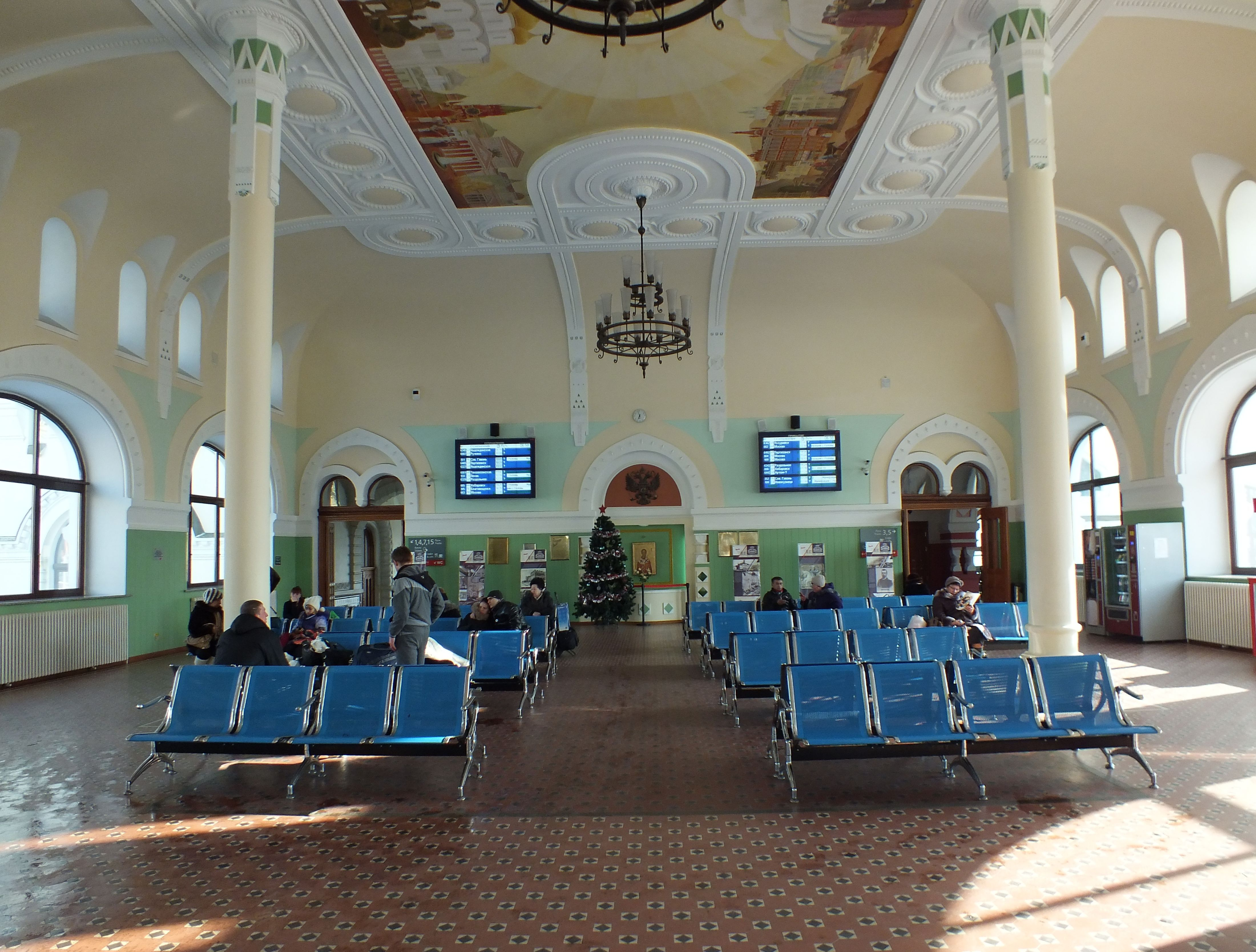
駅舎内（2014年11月17日）
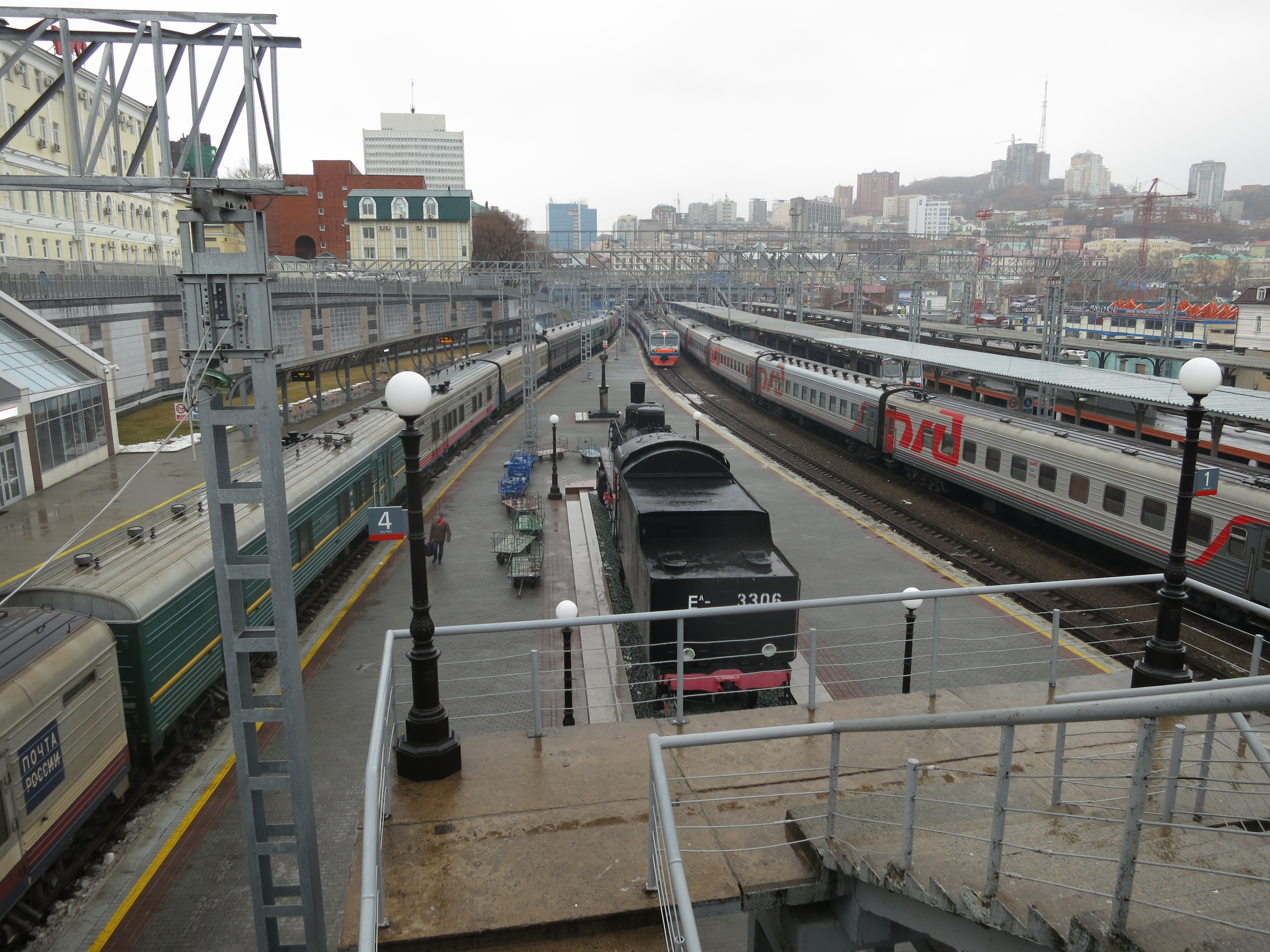
ホーム全景（2012年11月28日）
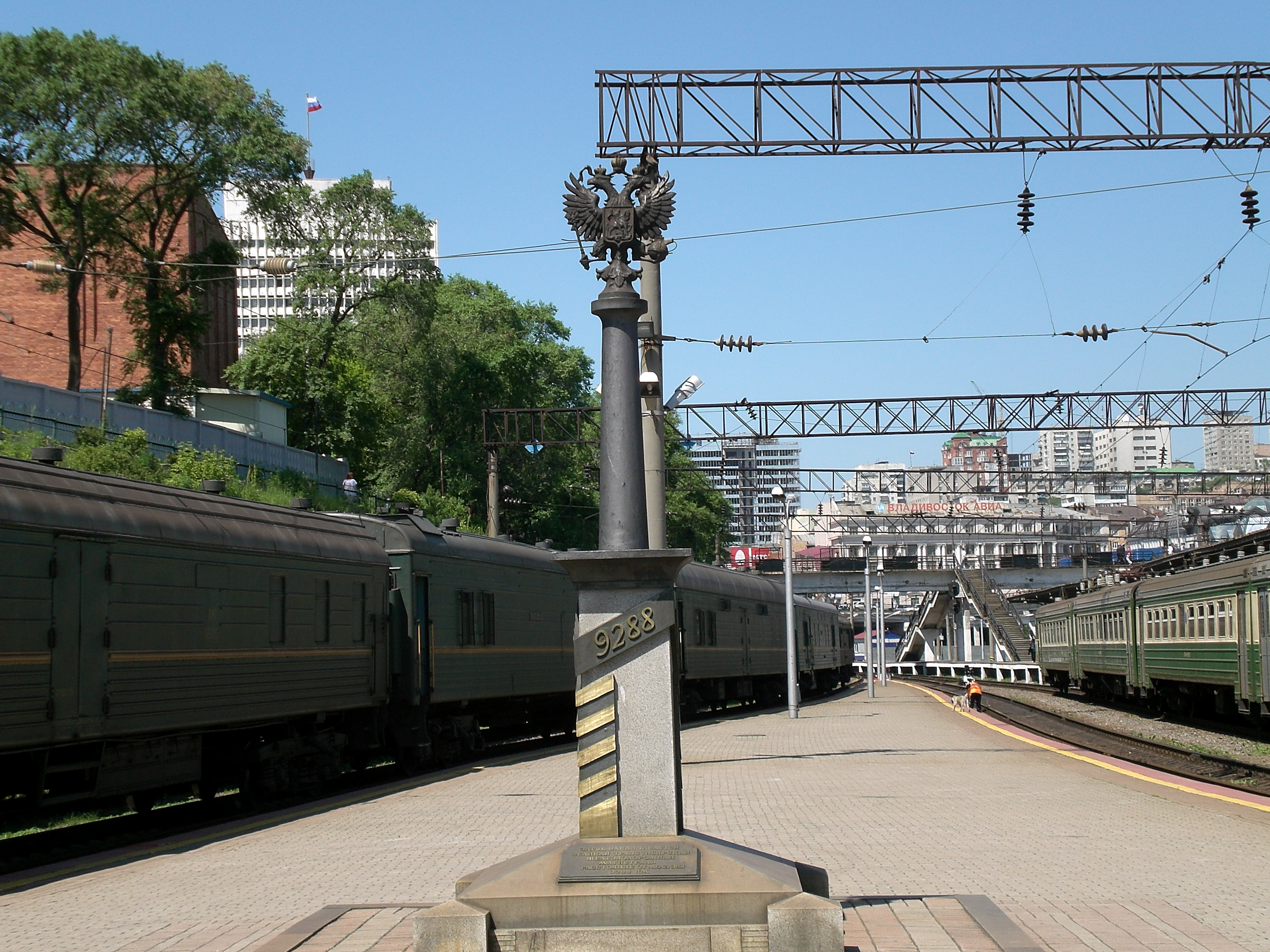
9288kmポスト（2007年7月15日）
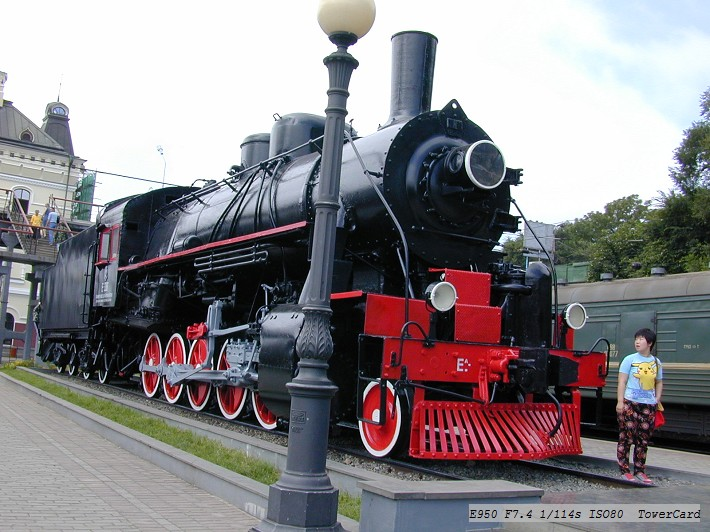
2番ホーム上に展示されている蒸気機関車（2002年8月14日）

## 駅周辺

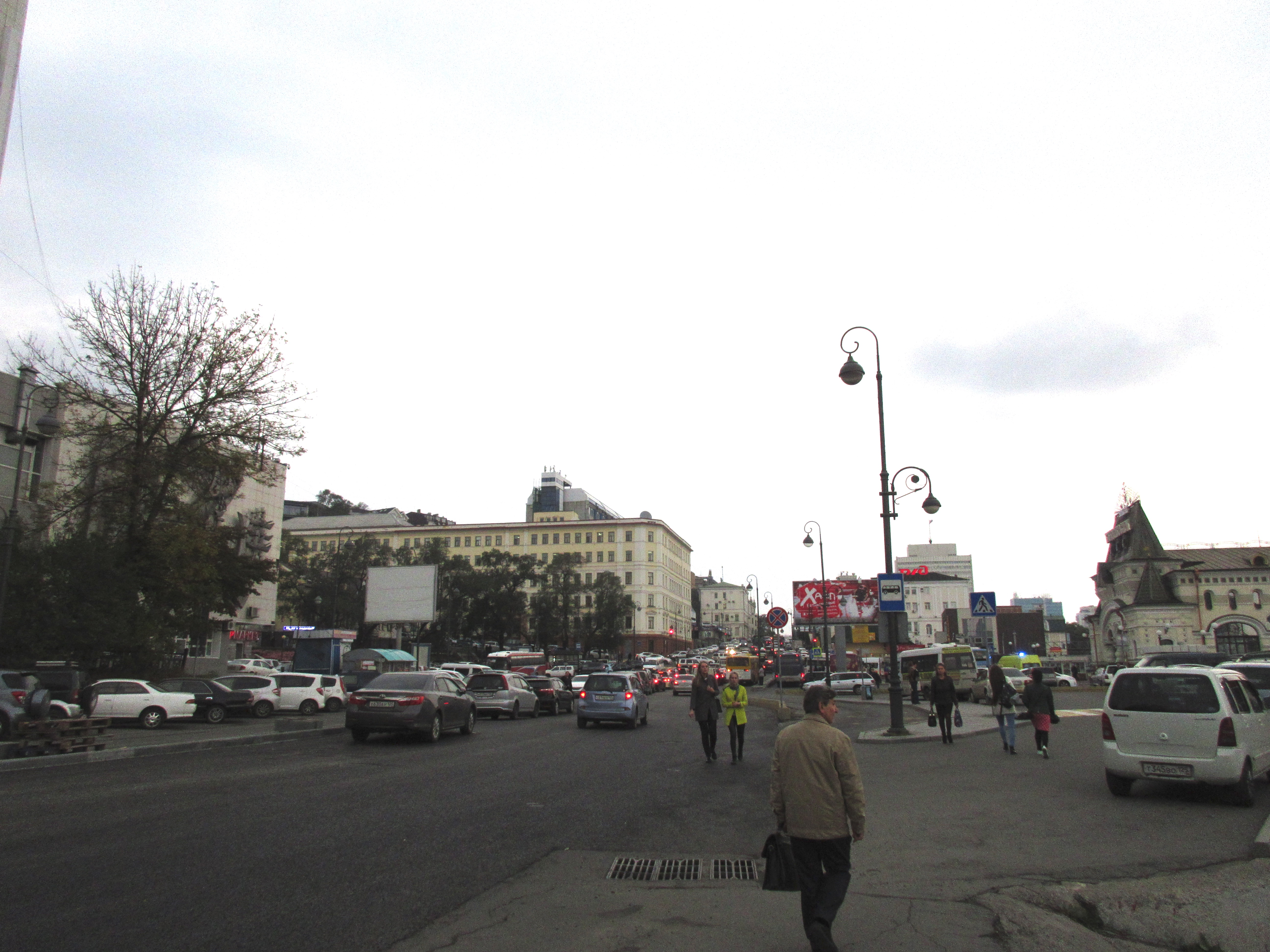
駅前の様子（2017年10月9日）

- 駅前広場 - 駅の西側。レーニン像があり、その左側にある大きな建物が中央郵便局。ここはウラジオストク市電のターミナルがあったが、現在は撤去されバスターミナルとなっている。
- ウラジオストク港 - 駅舎のすぐ裏（東側）にあり、プラットホーム・駅前広場と客船ターミナルとが跨線橋によって結ばれている。同港から日本の境港へ、DBSクルーズフェリー（韓国船籍）の定期旅客船イースタンドリーム号が韓国の東海経由で週1便出ている[7]。以前はウラジオストク港から日本の伏木富山港へ、定期旅客船ルーシ号が出ていたが、2009年12月に運行を休止した。
- アレウーツカヤ通り（ロシア語版） - 駅前広場を経由して南北に通る道。
- アルセーニエフの家記念館 - ウラディミール・アルセーニエフが晩年を過ごした家。1997年から記念館として公開されている。
- 中央広場（ロシア語版） - アレウーツカヤ通りとスヴェトランスカヤ通り （ウラジオストクのメインストリート）の交差点付近。駅から徒歩5分。そばには州政府庁舎やアルセーニエフ博物館がある。

## 隣の駅
ロシア鉄道
シベリア鉄道本線
ロシア号（1列車）、オケアン号（5列車）、099Э列車、351Э列車
ウゴリナヤ駅 - ウラジオストク駅
アエロエクスプレス
フタラヤ・レーチカ駅 - ウラジオストク駅
エレクトリーチカ（各駅停車）
ペルヴァヤ・レーチカ駅 - ウラジオストク駅
ムィス・チェルキン支線
エレクトリーチカ（各駅停車）
ウラジオストク駅 - ヴォエンノエ・ショッセ駅